# Jenny von Voigts

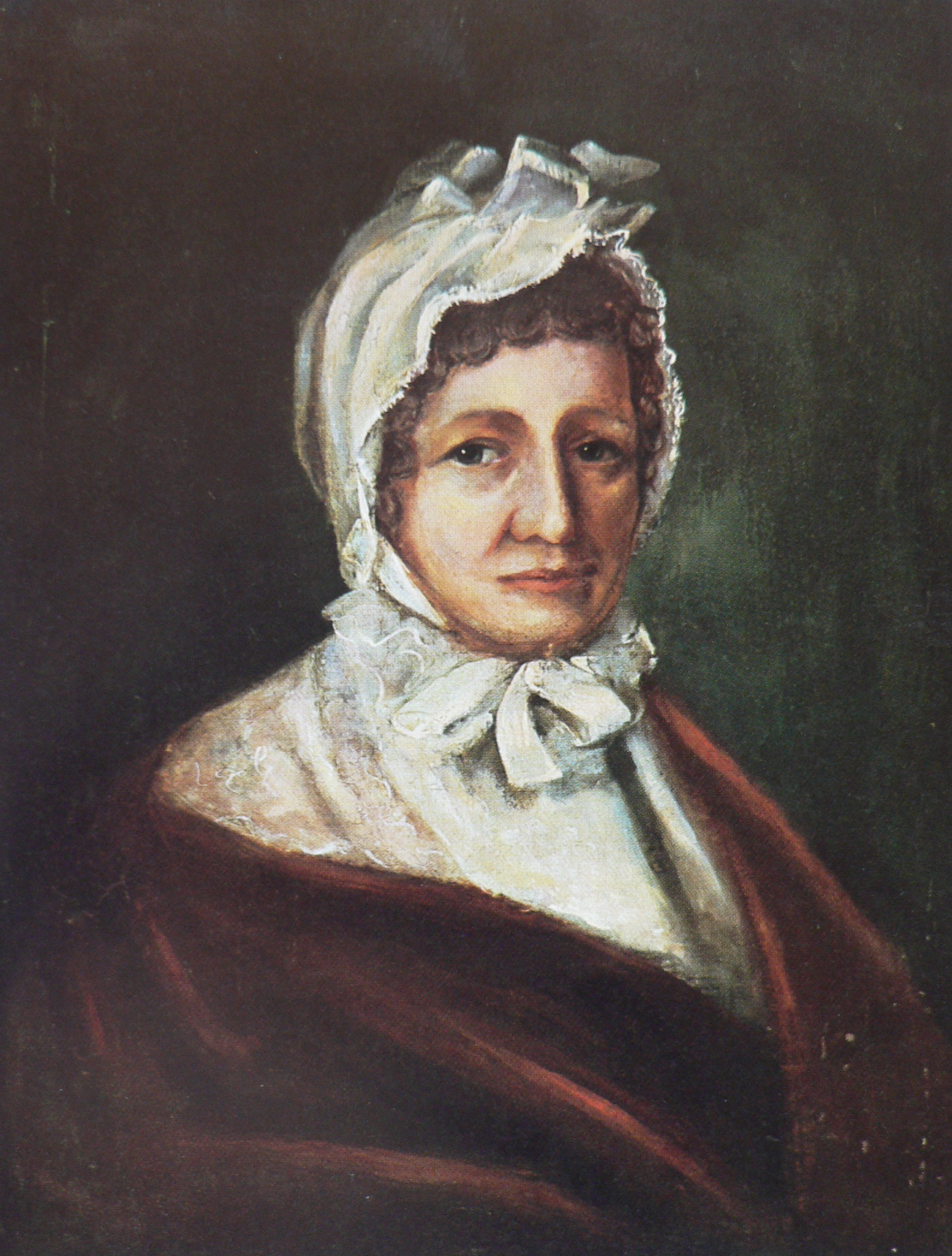
Jenny von Voigts

Johanne Wilhelmine Juliane „Jenny“ von Voigts, geborene Möser (* 5. Juni 1749 in Osnabrück; † 29. Dezember 1814 in Melle) war eine deutsche Schriftstellerin. Sie pflegte zahlreiche Freundschaften zur geistigen und politischen Elite ihrer Zeit, u. a. mit Johann Wolfgang von Goethe und Luise von Brandenburg-Schwedt.

## Leben und Wirken
Jenny von Voigts Vater ist der Osnabrücker Geheime Justizrat Justus Möser, der die Regentschaft für den zunächst minderjährigen, später sich laufend im Ausland aufhaltenden Fürstbischof von Osnabrück, Friedrich August, Herzog von York und Albany führte. Ihre Mutter ist Regina Juliana Möser, geborene Brouning. Friedrich Nicolai, Verleger und Freund des Hauses schrieb über sie: „… eine seltene Frau, an Geist, Herz und Kenntnissen“. Die Familie gehörte zu den wohlhabenden Osnabrücker Bürgerfamilien und lebte in einem weitläufigen Haus im Rokokostil in der Hakenstraße 10 im Zentrum von Osnabrück. Hier war bis 2004 die Justus-Möser-Realschule untergebracht. Nachbarn waren die von Bussche, von Nehem, von Morsey-Picard und von Stael-Wulften. Jennys Groß- und Urgroßvater standen in Diensten des Kurfürsten Ernst August von Hannover, ihr Ururgroßvater war Osnabrücker Bürgermeister gewesen.
Jenny hatte einen um ein Jahr jüngeren Bruder. Die Mösers nahmen später noch zwei Pflegetöchter in ihr Haus, Juliane von Lengerken und Friderike Friderici. Die Kinder wuchsen im geschlossenen Kreis der Familie auf. Während der Sohn von einem Hauslehrer unterrichtet wurde, erhielt Jenny Unterricht von ihrer Mutter und einer mit der Familie befreundeten Erzieherin namens Lindemann, der späteren Frau des Osnabrücker Advokaten Graff. Zu ihrer Sprachausbildung in Englisch, Italienisch und Französisch kam die Lektüre englischer und französischer (Rousseau, Voltaires) Werke im Original. Ebenso erlernte sie das Klavierspiel.
Im Sommer 1766 unternahm Jenny eine längere Reise nach Braunschweig zu ihrem Verwandten Abt Jerusalem. Zwar fühlte sie sich zunächst bei den Jerusalems gehemmt, „da ich in Osnabrück eine große Art Freiheit hatte, ich mich hier geniren mus“. Es eröffneten sich ihr bald neue Perspektiven, so der Besuch der Oper, die sie als bereichernd erlebte.
Seit 1763 unterhielt sie eine Brieffreundschaft zu dem Philosophen und historisch-politischen Schriftsteller Thomas Abbt, der die Stelle eines Hof- und Regierungsrats am Schaumburg-Lippischen Hof in Bückeburg angenommen hatte. Ursprüngliche Heiratsabsichten mit Abbt zerschlugen sich durch dessen frühen Tod am 3. November 1766. Auf Wunsch der Familie kam im Januar 1768 die Verlobung und am 4. Mai desselben Jahres die Heirat mit dem Geheimrat Johann Gerlach Jost von Voigts (1741–1797) aus Celle zustande. Voigts wurde zunächst durch die Vermittlung von Justus Möser Direktor der neu gegründeten Osnabrücker Lotterie und erhielt den Ratstitel. 1776 ernannte man ihn zum Forstkommissarius. Mit ihrem Mann lebte Jenny seit ihrer Heirat auf dem Familienbesitz, dem Landgut Haus vor Melle, das sich nördlich des Meller Zentrums vor dem Stadttor befand. Die kinderlos bleibende Ehe empfand sie bald als Belastung, fügte sich aber in ihr Schicksal, indem sie Pflegekinder bei sich aufnahm und deren Erziehung finanzierte.

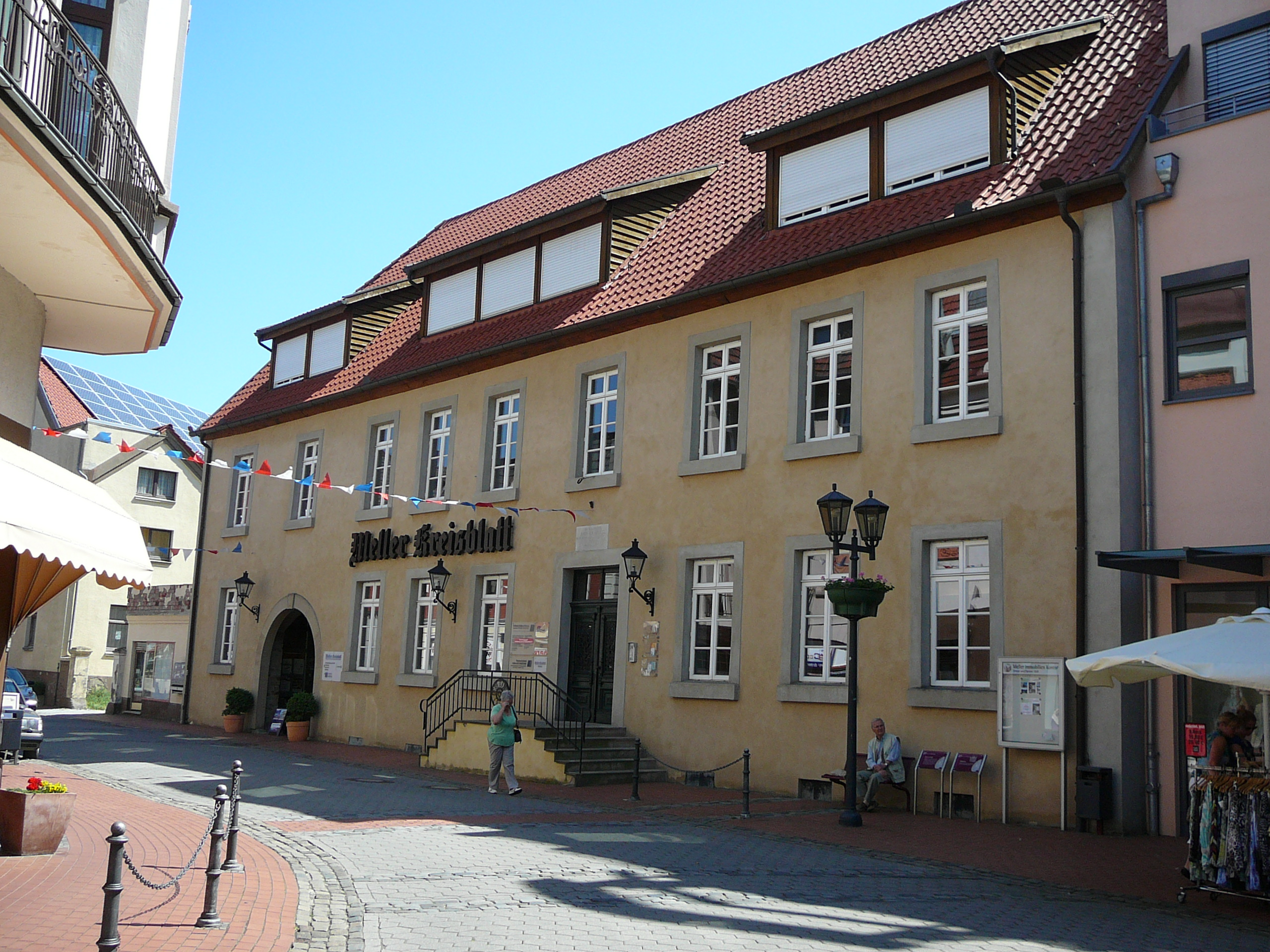
Haus vor Melle, wo Jenny von Voigts von 1768 bis 1796 lebte.

Häufig, vor allem den Winter über, hielt sie sich im 25 km westlich von Melle gelegenen Osnabrück auf, wohin ihr Mann sie nicht länger als 8 Tage begleitete. Ihre Eltern förderten die häufigen Besuche. Da ihr Bruder 1773 als Student bei einem Duell getötet worden war und Justus Möser den Tod des einzigen Sohnes nicht verwand, trat Jenny an die Stelle des Bruders.
Nach dem Tod ihrer Mutter im Jahre 1787 führte sie ihrem Vater in Osnabrück den Haushalt. Während zahlreicher Badeaufenthalte in Bad Pyrmont, zu denen sie ihren Vater begleitete, schloss sie Bekanntschaft mit einer Reihe von Schriftstellern. Nach dem Tod des Vaters 1794 trennte sie sich von ihrem Ehemann im gegenseitigen Einvernehmen. Trotz häufiger gegenseitiger Besuche der Eheleute führte Jenny ihren eigenen Haushalt in dem von ihrem Vater ererbten Haus in der Hakenstraße in Osnabrück. Sie starb am 29. Dezember 1814 in Melle. Der Deckstein des Grabes, das sie mit ihrem Vater und ihrer Mutter teilte, befindet sich heute in St. Marien (Osnabrück).
Zahlreiche ihrer Briefpartner und Bekannten waren Dichter und Schriftsteller: die Anakreontiker Ludwig Gleim und Johann Georg Jacobi, die Aufklärer Friedrich Nicolai und Johann Erich Biester, die Hainbündler Friedrich Leopold zu Stolberg-Stolberg, Heinrich Christian Boie, Anton Matthias Sprickmann, Christian Adolph Overbeck, Charlotte von Einem und Dorothea Wehrs, die der Empfindsamkeit und dem Sturm und Drang nahestehenden Friedrich Gottlieb Klopstock, Johann Wolfgang von Goethe, Friedrich Jacobi, Matthias Claudius, Friedrich von Matthisson, Elisa von der Recke, Jens Immanuel Baggesen, Friedrike Bruns, Johann Gottfried Herder, Gerhard Anton von Halem, Friedrich Bouterweck, Franz Michael Leuchsenring, Johann Joachim Eschenburg, Christian Clodius sowie August von Kotzebue, die Fürstin Gallitzin und August Wilhelm Schlegel, sowie Musiker: Johann Friedrich Reichardt und Johann Friedrich Hugo von Dalberg.
Jenny von Voigts war selbst nur in geringem Umfang schöpferisch tätig. Überliefert sind Gelegenheitsgedichte, Stammbucheintragungen und Lieddichtungen. Das ihr zugeschriebene Wiegenlied an mein Herz befindet sich heute im Deutschen Museum. Ihre literarischen Beurteilungen waren bei ihren Zeitgenossen gefragt. Ihr Freund aus Melle, Winold Stühle, nannte sie „eine Freundin der gelehrten Welt“.

## Werke

### Edierte Briefe
- 147 Briefe und Gedichte an Luise von Brandenburg-Schwedt
- Briefe und Gedichte an Johann Wolfgang von Goethe

### Herausgeberschaften
Voigts wurde vor allem als Herausgeberin der Patriotischen Phantasien, einer Sammlung von Schriften ihres Vaters bekannt. Laut Justus Möser traf Jenny die Auswahl und schrieb ein Vorwort zu einigen Bänden.
- Justus Möser, Patriotische Phantasien, 4 Bände, Berlin 1775 und 1776, 1778, 1786, 1804.

## Nach Jenny von Voigts benannte Orte
- Osnabrück-Voxtrup: Jenny-von-Voigts-Straße